# .pt
.pt е интернет домейн от първо ниво за Португалия и се администрира от Fundação para a Computação Científica Nacional (FCCN).
Има следните домейни от второ ниво:
- .com.pt:
- .edu.pt:
- .gov.pt:
- .int.pt:
- .net.pt:
- .nome.pt:
- .org.pt:
- .publ.pt: